# آنا للاس
آنا للاس (کرواتی: Ana Lelas؛ زادهٔ ۲ آوریل ۱۹۸۳) بازیکن بسکتبال زن اهل کرواسی است.
وی در مسابقات کشوری و بین‌المللی در مجموع برندهٔ ۱ مدال طلا شده‌است.